# Электроподвижной состав на напряжение 6000 В
Электроподвижной состав на напряжение 6 кВ — опытный электроподвижной состав (электровозы и электропоезда) постоянного тока, предназначенный для эксплуатации на напряжении 6 кВ. Сама система электрификации на столь высоком (для линий постоянного тока) напряжении была предложена как альтернатива системе электрификации на переменном токе частотой 50 Гц и напряжением 25 кВ. В мире существовала лишь одна железная дорога, электрифицированная по такой системе — участок Гори — Цхинвали Закавказской железной дороги (с 1969 по 1979 гг.).

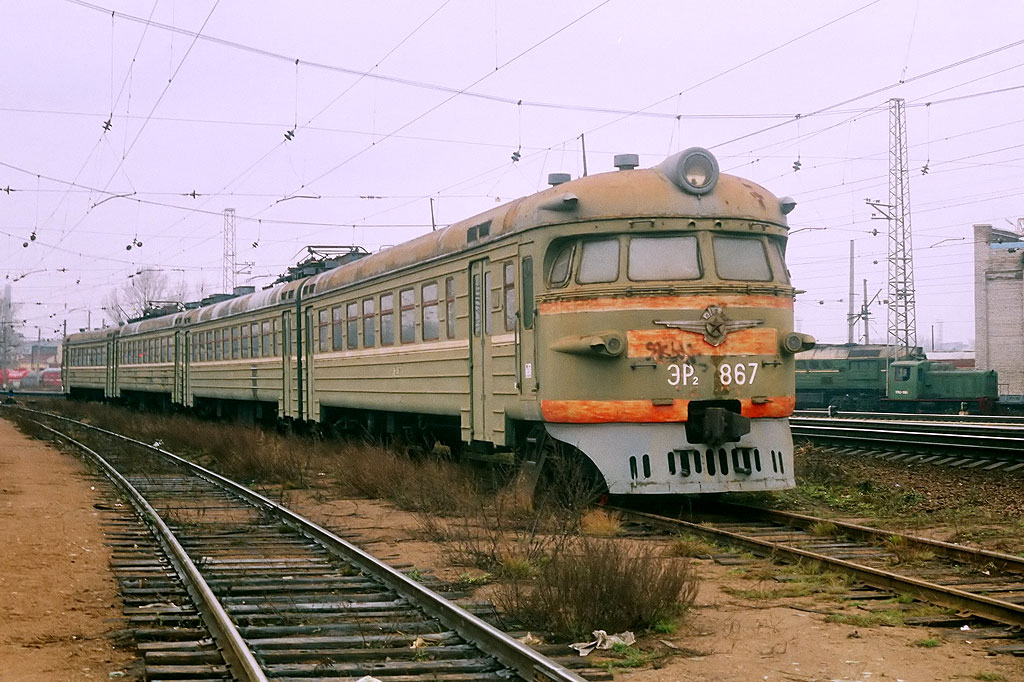
ЭР2^{в}−556 — первый в мире электропоезд постоянного тока на напряжение 6 кВ.

## Предпосылки к созданию
В 1920-х годах в СССР начали эксплуатировать первые электропоезда, а на Сурамском перевале начались работы по электрификации на постоянном токе напряжением 3 кВ железнодорожного участка. Напряжение 3 кВ было принято потому, что в этом случае было возможным создать достаточно надёжное тяговое электрооборудование для электровозов и в то же время по контактной сети было возможным передать достаточно высокую мощность. Однако уже тогда многие специалисты, которые работали в области электрификации железных дорог, достаточно хорошо понимали, что такая система электрической тяги не самый лучший вариант и в скором будущем будет существенно ограничивать попытки увеличения провозной способности путём повышения весов поездов и скоростей их движения. Так согласно элементарным расчётам, если при такой системе электрической тяги на подъёме в 10 ‰ вести со скоростью 50 км/ч поезд массой 10 000 т, суммарный тяговый ток электровозов будет превышать 6000 А, что уже является предельным для воздушной контактной подвески (даже современные контактные подвески рассчитаны на максимальный ток в 3684 А, при этом суммарное сечение проводов составляет 875 мм²). Такой ток требует более частого расположения тяговых подстанций, усложняет получение надёжного токосъёма с контактного провода, а также увеличивает потери электроэнергии. Если для электроподвижного состава напряжение 3 кВ уже достаточно велико, то для системы электроснабжения — слишком мало.
В июне 1932 года Техническая комиссия Научно-исследовательского института электрификации железных дорог Народного комиссариата путей сообщения сделала вывод о том, что наиболее выгодными являются две системы электрификации: однофазного тока промышленной частоты (50 Гц) и постоянного тока с номинальным напряжением 20 000 В. Так как первая из них хоть и мало, но была исследована, то вторая не была исследована вообще. Поэтому дальнейшие работы вылились в создание первого в СССР электровоза переменного тока (см. электровоз ОР22).
Однако были и сторонники системы электрификации на постоянном токе высокого напряжения. Прежде всего это было связано с тем, что при электрификации на переменном токе требовалось переустройство средств связи и автоблокировки, к тому же она менее экономична, так как при этом к активному сопротивлению проводов добавляется индуктивное.
В 1930 году был создан Московский энергетический институт, и том же году на факультете «Электрический транспорт» этого же института по инициативе В. Е. Розенфельда были начаты работы по изучению электрификации железных дорог на постоянном токе на повышенном напряжении (для начала было принято напряжение 6 кВ). Была спроектирована установка по преобразованию постоянного тока в переменный ток повышенной частоты (до нескольких сотен Гц) с последующим преобразованием его в постоянный ток. В 1959 году такая установка была смонтирована в депо Панки Московской железной дороги на трёхвагонной электросекции Ср−550. В этой установке постоянный ток напряжением 3 кВ с помощью вентильного инвертора преобразовывался в однофазный переменный ток частотой 400—600 Гц, а затем по двумя вентилями преобразовывался в постоянный и питал 2 последовательно соединённых тяговых электродвигателя. В ходе испытаний электровагон развивал мощность до 150 кВт, что послужило основанием того, что в ноябре того же года на комиссии электрификации и локомотивного хозяйства Научно-технического совета Министерства путей сообщения доктор технических наук профессор Розенфельд выступил с докладом «Система электрической тяги на постоянном токе высокого напряжения (6 кВ) с преобразователем тока на электровозе». Этот доклад вызвал серьёзные обсуждения, ведь перевод линий постоянного тока напряжением 3 кВ на напряжение 6 кВ обходился гораздо дешевле, нежели перевод на переменный ток частотой 50 Гц и напряжением 25 кВ. К тому же в то время в Советском Союзе на переменном токе было электрифицировано лишь 412 км магистральных железных дорог (Ожерелье — Павелец), в результате чего такая система электрификации ещё не успела завоевать всеобщую поддержку. Поэтому многие учёные поддержали начало работ по внедрению системы постоянного тока напряжением 6 кВ.
Для экспериментов был выбран малодеятельный участок Гори — Цхинвали Закавказской железной дороги протяжённостью 33 км.
Закавказская железная дорога практически полностью электрифицирована на постоянном токе: в первую очередь был электрифицирован главный ход, а чтобы не тратиться на содержание паровозов или тепловозов для работы на примыкающих к главному ходу малодеятельных участках — также электрифицировали и их.

## Электропитание
Очень важным обстоятельством было то, что контактная сеть, рассчитанная на напряжение 3 кВ не требовала какого-либо переоборудования при подаче в неё напряжения 6 кВ, то есть электрические изоляторы свободно выдерживали повышение напряжения в два раза.
Для подачи напряжения 6 кВ выпрямительные блоки тяговой подстанции соединялись последовательно.
Также не требовалось изменять схемы автоматической локомотивной сигнализации, автоблокировки и СЦБ.
Электрическое напряжение 6 кВ в контактную сеть участка Гори — Цхинвали подавалось только на время опытных поездок того электроподвижного состава, у которого инверторы были переключены соответственно на 6 кВ, при этом серийные электровозы (ВЛ22м, ВЛ8) отстаивались за нейтральными вставками.
Когда в контактную сеть подавалось напряжение 3 кВ — грузовые и пассажирские перевозки осуществляли серийные локомотивы, а также проводились испытательные поездки экспериментального подвижного состава, инверторы которого были переключены на 3 кВ.

## Схема силовой цепи

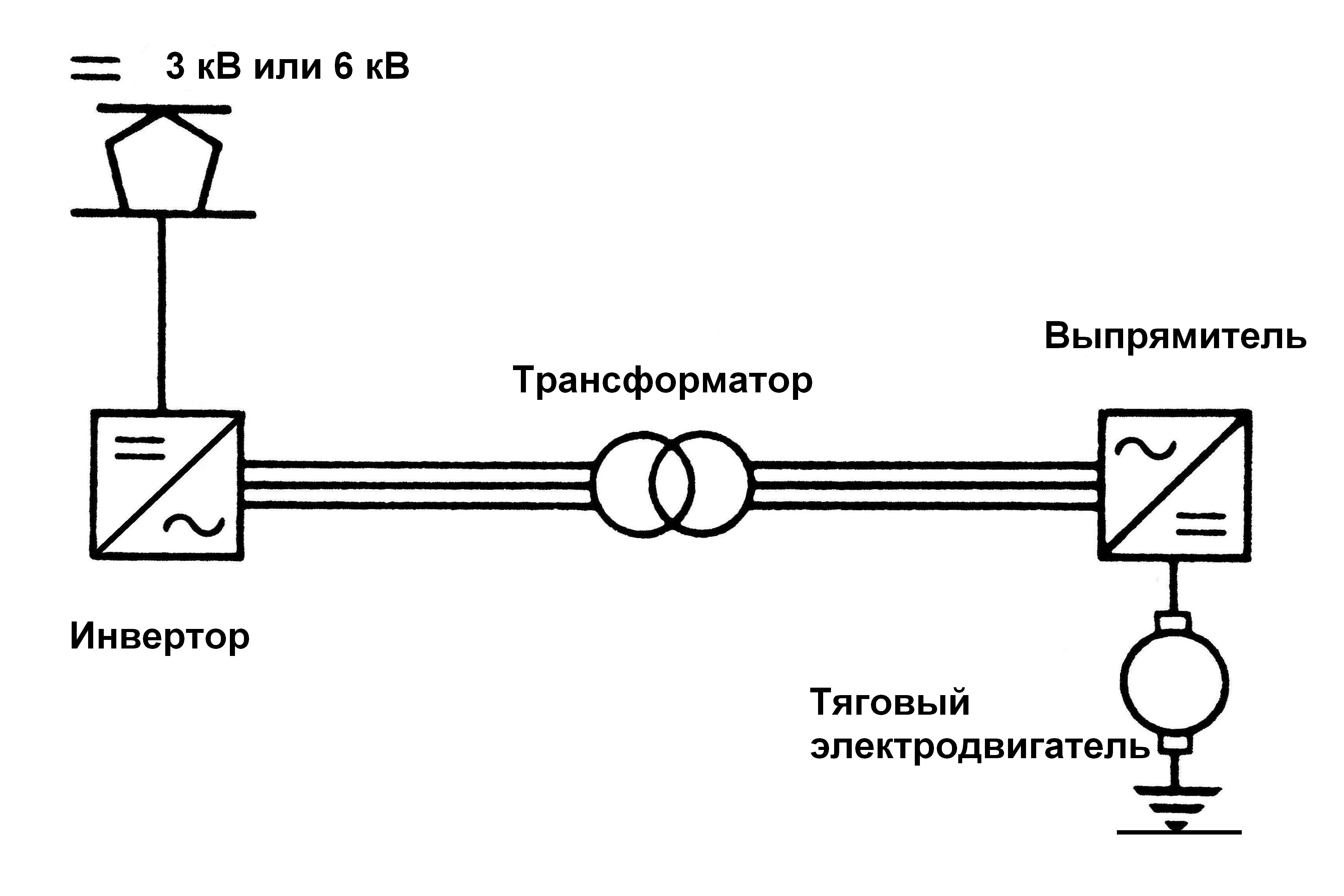
Общая схема электровозов постоянного тока на напряжение 6 кВ или 3 кВ.

Постоянный ток напряжением 6 кВ инвертором преобразовывался в переменный ток высокой частоты (около 1500 Гц), затем понижался трансформатором до напряжения около 1500 вольт (то есть на это напряжение и рассчитаны тяговые электродвигатели, применённые от серийно выпускавшихся электровозов постоянного тока). Затем переменный ток поступал на управляемый тиристорный выпрямитель, выходное напряжение, поступающее на тяговый электродвигатель, могло регулироваться от минимального до максимального.
Электровоз мог работать как на напряжении 6 кВ, так и на напряжении 3 кВ, достаточно было переключить инвертор.
Каждый тяговый электродвигатель питался от отдельного преобразователя (инвертор + трансформатор + выпрямитель), количество преобразователей соответствовало количеству тяговых электродвигателей. Это позволяло при необходимости отключать «лишние» электродвигатели при следовании одиночного электровоза (без состава), при манёврах в депо, при малом весе поезда.

## Подвижной состав
В СССР в 1970-е годы были оборудованы импульсными преобразователями:
- ВЛ22И — переоборудовано пять электровозов из серийных ВЛ22м;
- ВЛ23И−006 — переоборудован один электровоз из серийного ВЛ23;
- ВЛ8В−001 — переоборудован один электровоз из серийного ВЛ8;
- ЭР2в — переоборудовано четыре электропоезда из серийных ЭР2.

Не все экспериментальные электровозы и электропоезда могли работать на напряжении 6 кВ (только 3 кВ), и, не все поступили на испытания на участок Гори — Цхинвали.

## Результаты экспериментов
- Коэффициент полезного действия преобразователей, изготовленных с использованием радиодеталей и технологий 1960-х — 1970-х годов оказался низким, по экономичности электровозы и электропоезда с импульсными преобразователями не превосходили серийные образцы, в которых сила тяги и скорость регулировалась переключением тяговых двигателей (последовательное, последовательно-параллельное и параллельное соединение) и последовательным включением реостатов.
- Масса экспериментального подвижного состава увеличилась по сравнению с серийными образцами.
- Стоимость экспериментальных электровозов и электропоездов была выше серийных, а надёжность — ниже.
- Импульсные преобразователи излучали радиопомехи, отрицательно влияющие на проводную связь, радиосвязь, СЦБ. Технологии 1970-х гг. не позволили избавиться от помех.
- Экономического эффекта от перехода с напряжения 3 кВ на напряжение 6 кВ не было.

В 1979 году эксперименты были прекращены, в первой половине 1980-х гг. экспериментальный подвижной состав был исключён из инвентарного парка МПС СССР и списан. Ленинградский институт инженеров железнодорожного транспорта эксплуатировал электропоезд ЭР2в−556 в научных целях, был списан в 2008 году.

## См. также

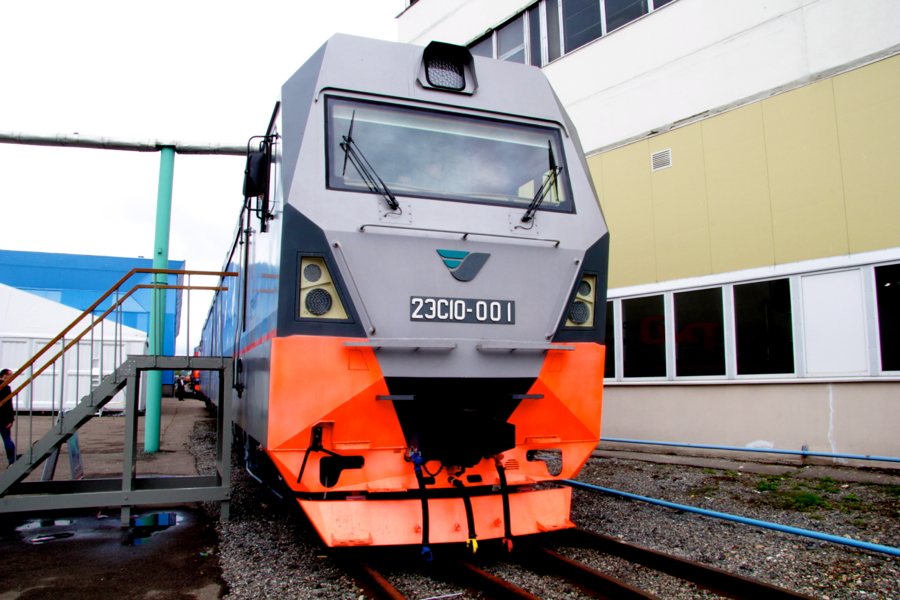
Электровоз 2ЭС10 «Гранит».